# Bengalia
Bengalia är ett släkte av tvåvingar. Bengalia ingår i familjen spyflugor.

## Bildgalleri

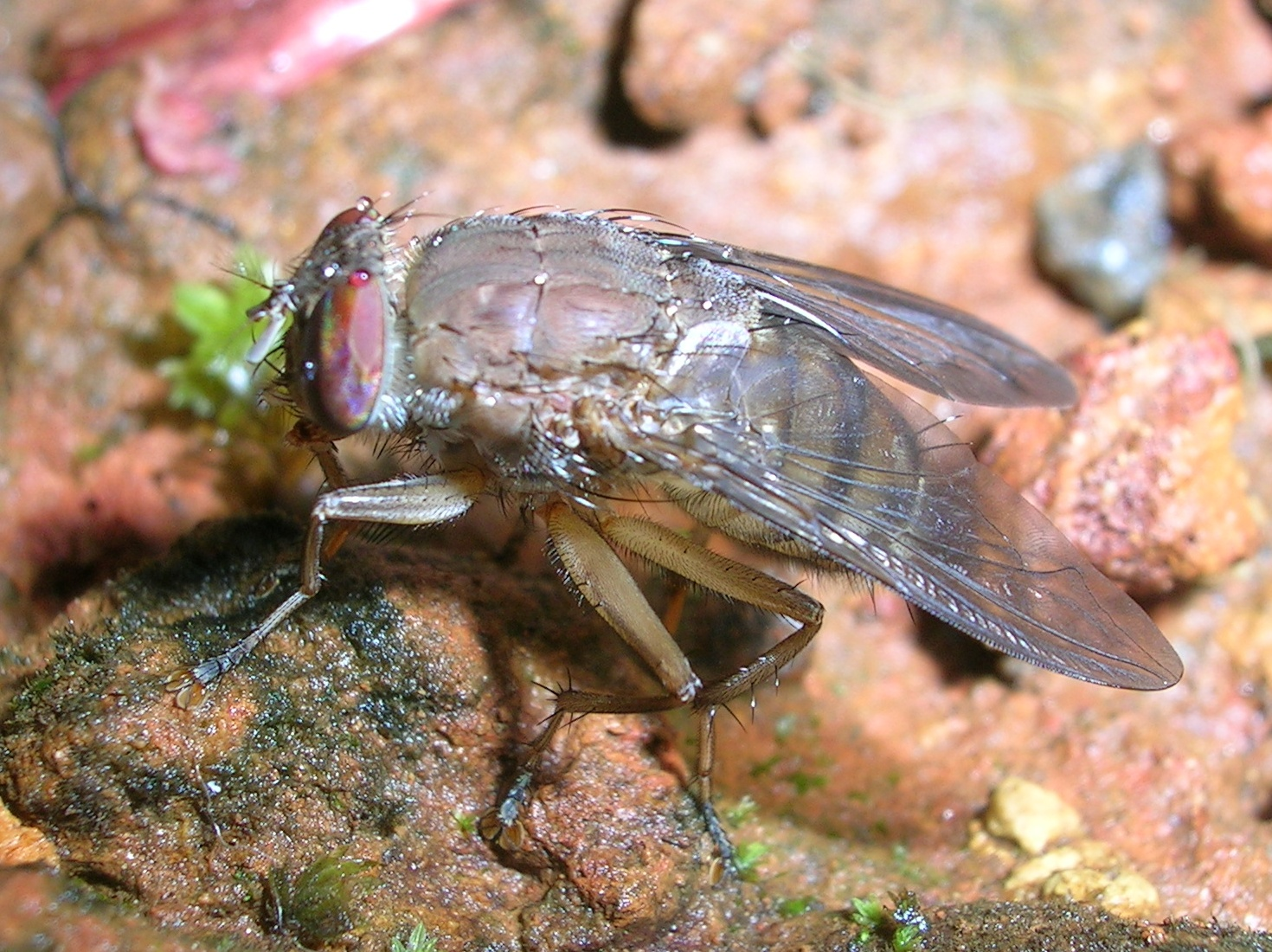
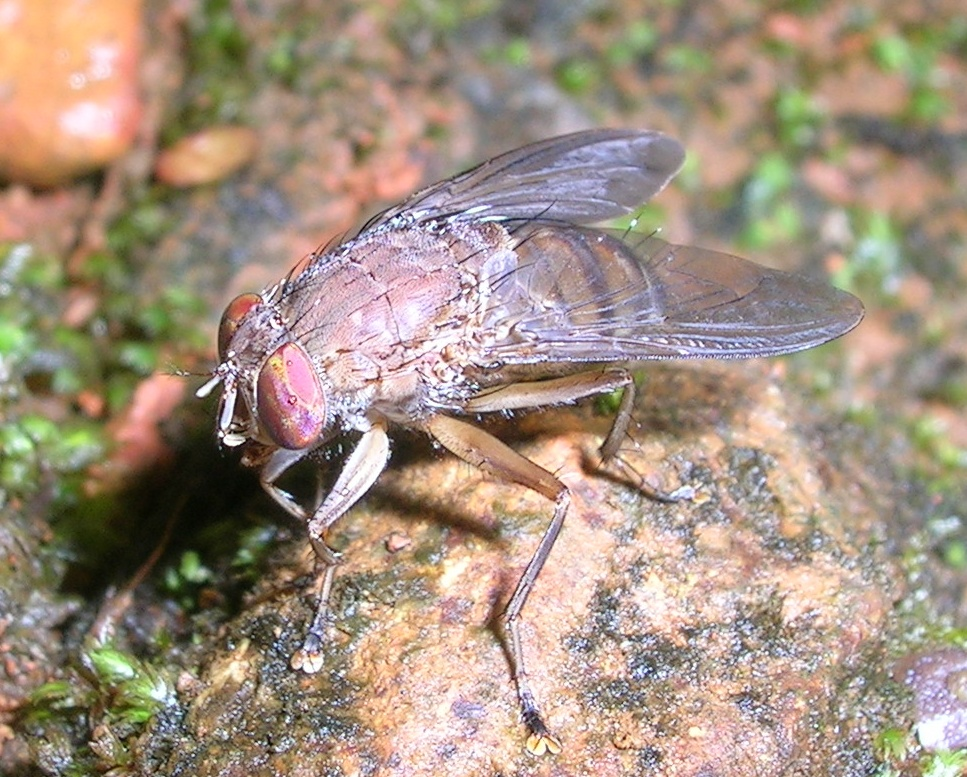
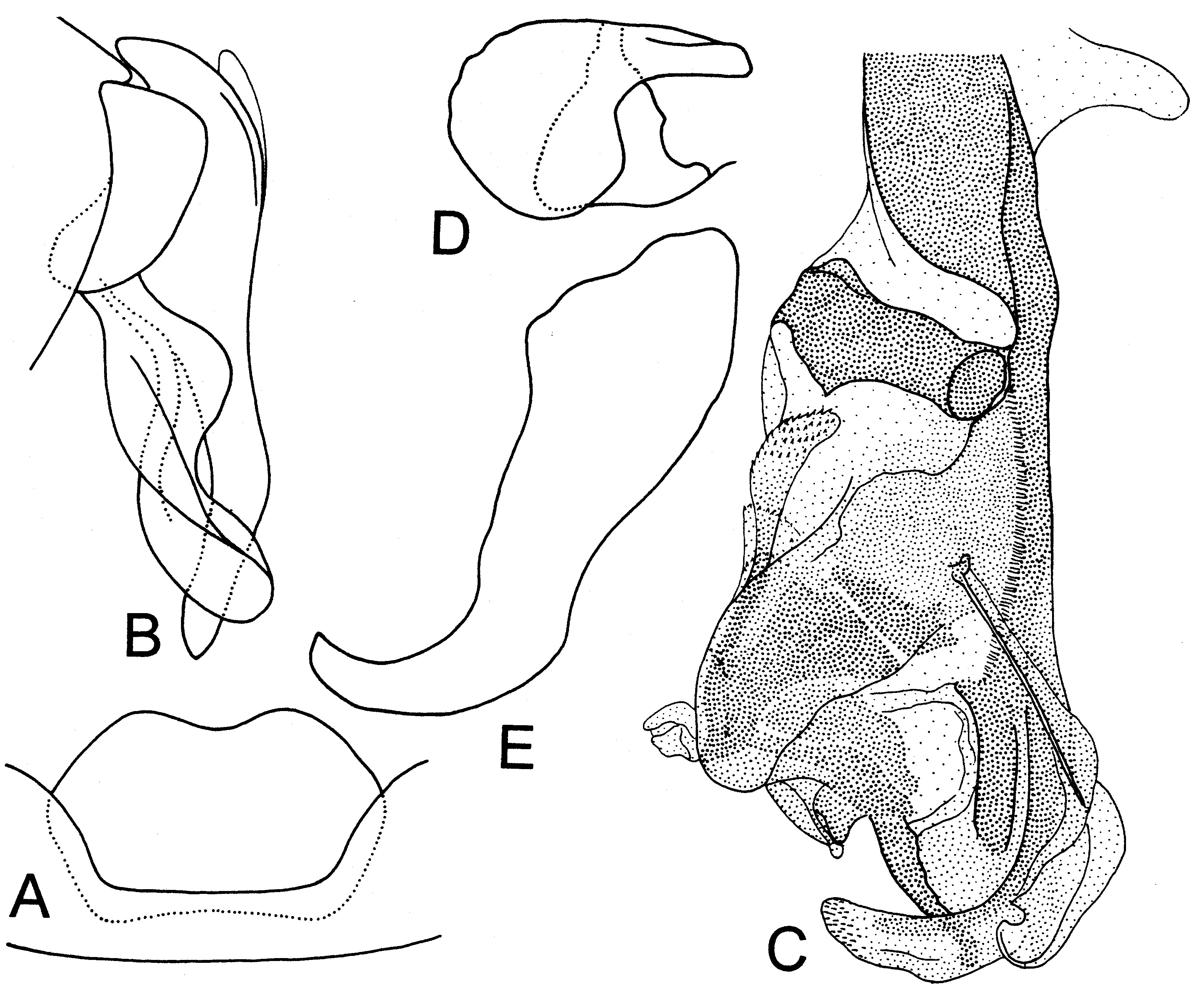
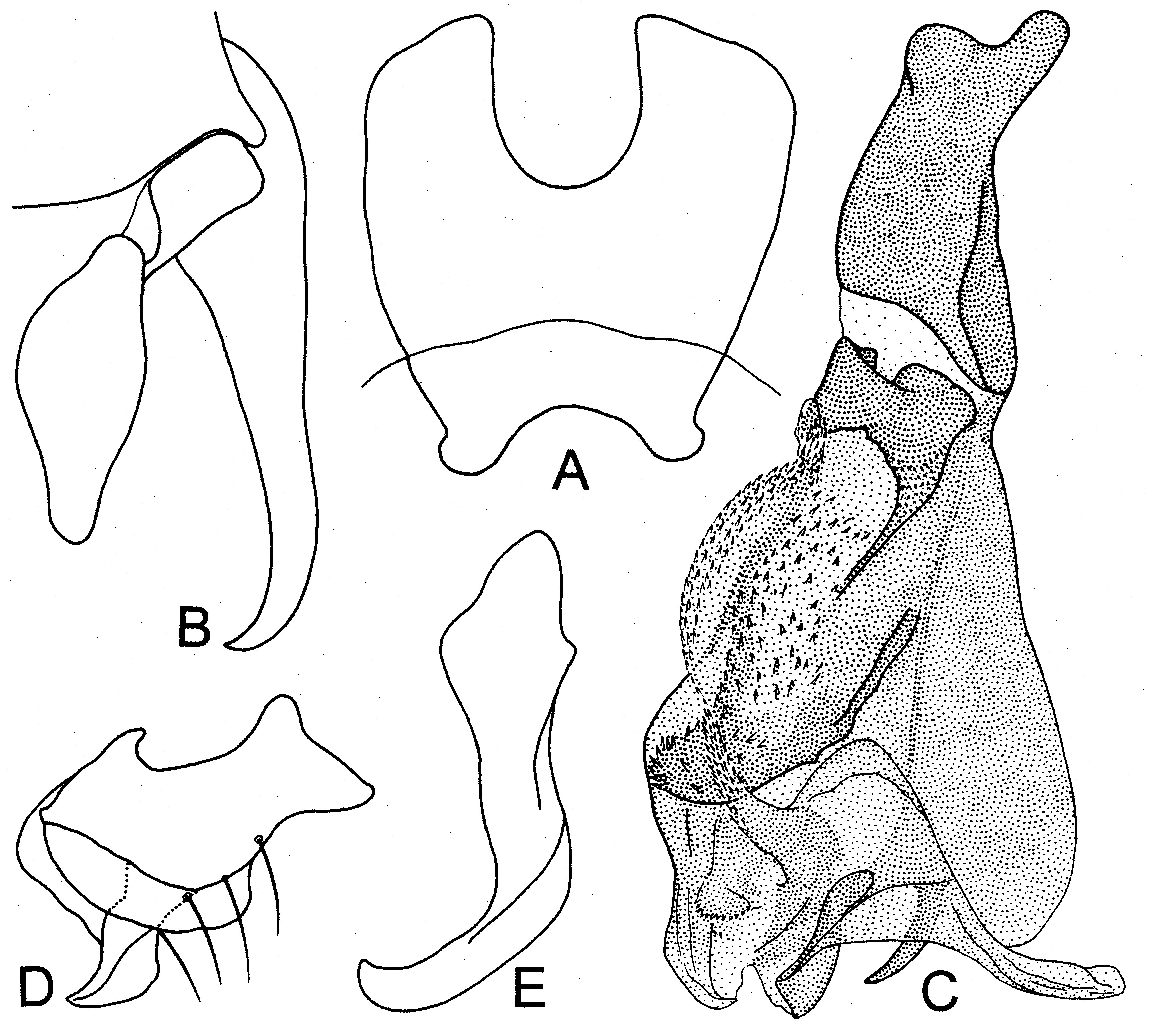
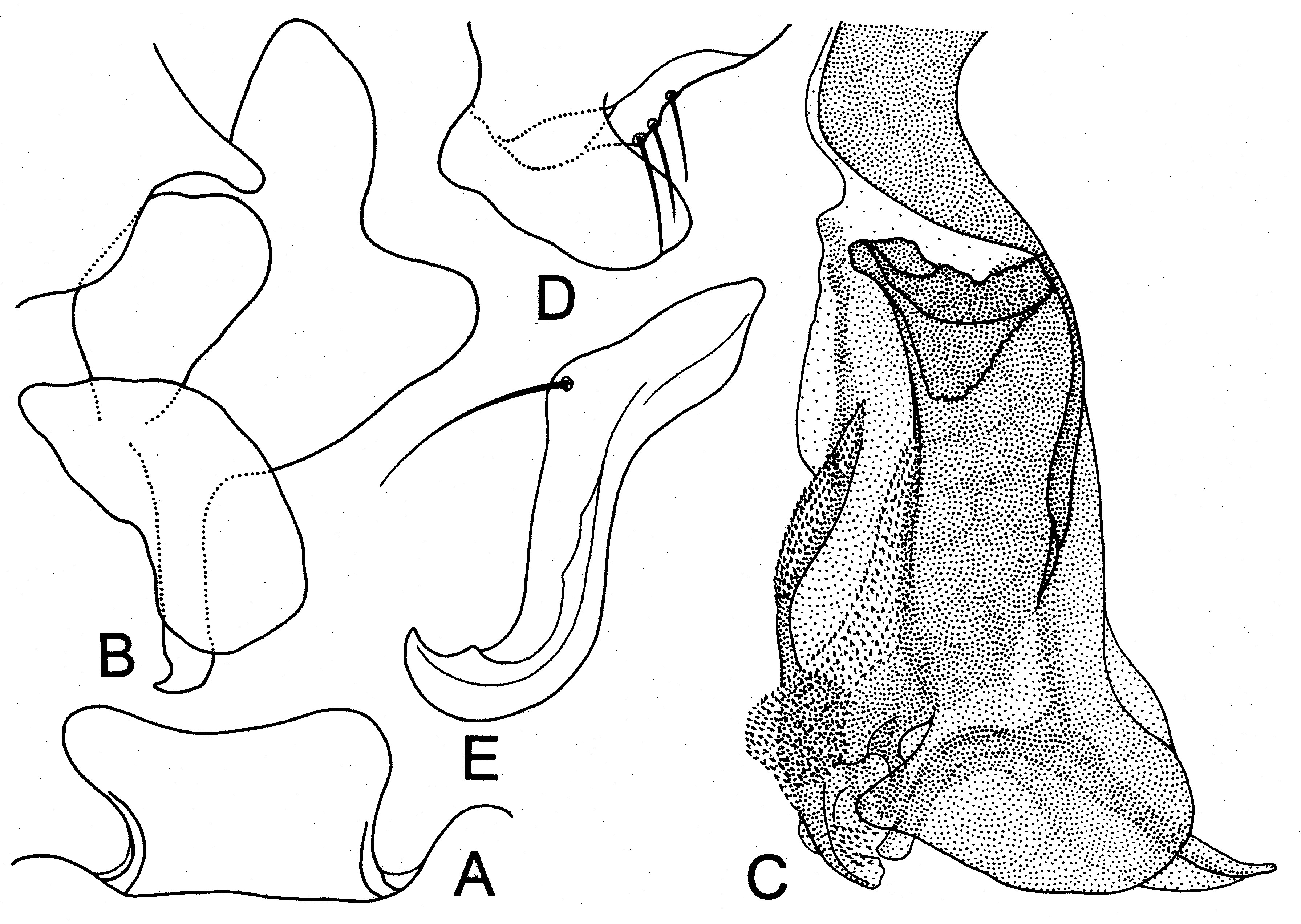
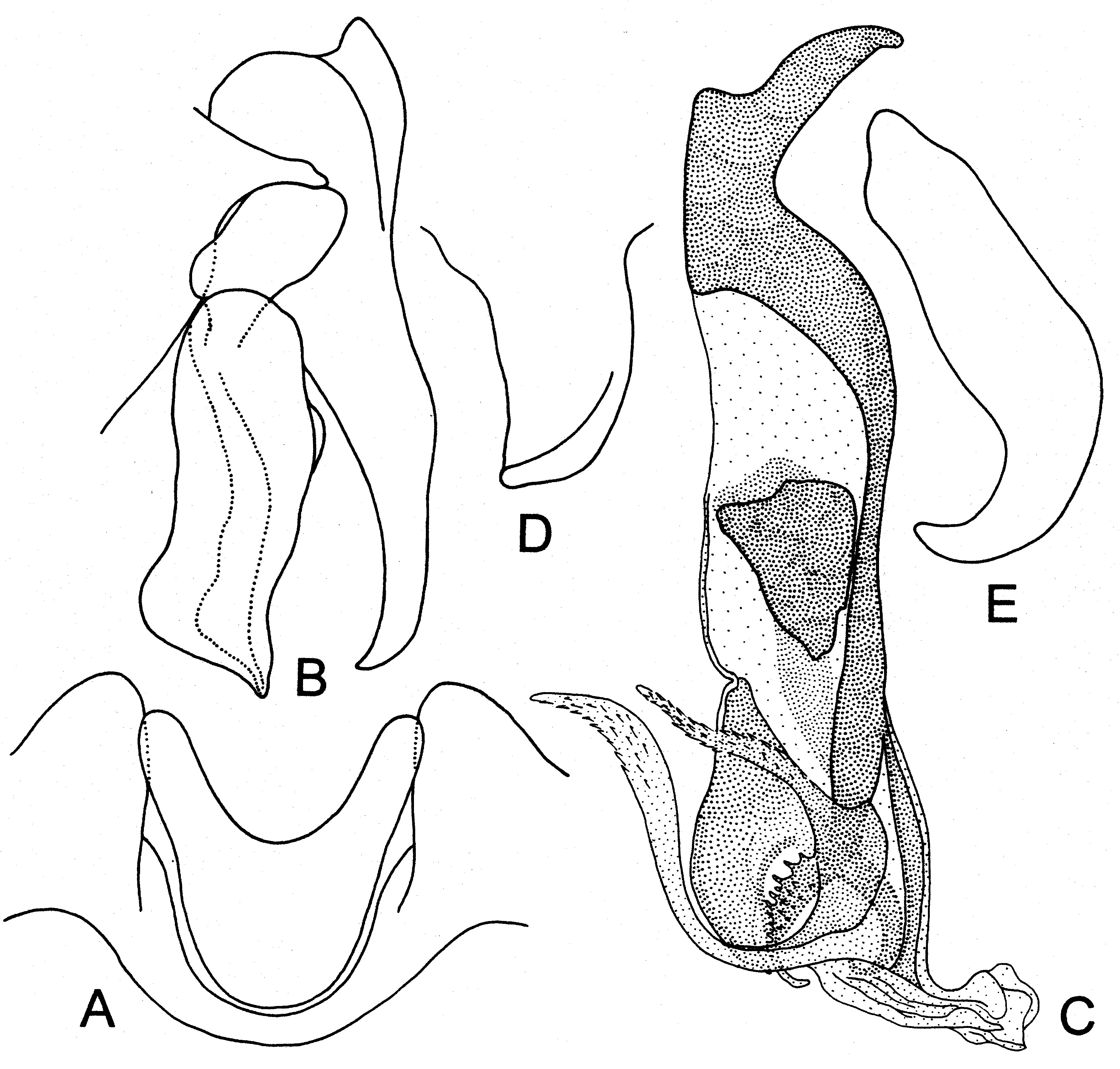

## Dottertaxa tillBengalia, i alfabetisk ordning[1]
- Bengalia africana
- Bengalia akamanga
- Bengalia aliena
- Bengalia arawakia
- Bengalia asymmetria
- Bengalia bantuphalla
- Bengalia bezziella
- Bengalia bezzii
- Bengalia calilungae
- Bengalia camerina
- Bengalia chiangmaiensis
- Bengalia chromatella
- Bengalia concava
- Bengalia congoliana
- Bengalia cuthbertsoni
- Bengalia depressa
- Bengalia emdeniella
- Bengalia escheri
- Bengalia evafoneae
- Bengalia fernandiella
- Bengalia ferruginea
- Bengalia floccosa
- Bengalia fuscipennis
- Bengalia gaillardi
- Bengalia gandhiana
- Bengalia gigas
- Bengalia hastativentris
- Bengalia hobbyi
- Bengalia indipyga
- Bengalia inermis
- Bengalia jejuna
- Bengalia kanoi
- Bengalia kosugana
- Bengalia krishna
- Bengalia kuyanianus
- Bengalia labiata
- Bengalia lampunta
- Bengalia laoziella
- Bengalia lyneborgi
- Bengalia mandarina
- Bengalia martinleakei
- Bengalia minor
- Bengalia nirvanella
- Bengalia pallidicoxa
- Bengalia peuhi
- Bengalia phantastika
- Bengalia philipyga
- Bengalia pinatuba
- Bengalia pseudovaricolor
- Bengalia pygomalaya
- Bengalia racovitzai
- Bengalia ramsdalei
- Bengalia recurva
- Bengalia rivanella
- Bengalia robertsi
- Bengalia roubaudi
- Bengalia samburella
- Bengalia schiavoae
- Bengalia semerunia
- Bengalia seniorwhitei
- Bengalia shivanella
- Bengalia siamensis
- Bengalia singhasaria
- Bengalia smarti
- Bengalia spinifemorata
- Bengalia subnitida
- Bengalia surcoufi
- Bengalia tagaloga
- Bengalia taiwanensis
- Bengalia taksina
- Bengalia tenggeria
- Bengalia tibiaria
- Bengalia torosa
- Bengalia unicolor
- Bengalia walkeriana
- Bengalia wangariae
- Bengalia varicolor
- Bengalia wyatti
- Bengalia xanthopyga
- Bengalia yorubana
- Bengalia zouloupyga